# Theeleut
Theeleut is een theekopjesattractie in het Nederlandse attractiepark familiepark Drievliet.
De theekopjesattractie is gethematiseerd in delfts blauw. In het midden van de grote draaischijf staat een grote theepot. In de grote draaischijf zitten vier kleine draaischijven met op elke schijf drie theekopjes. In totaal telt de Theeleut negen theekopjes. Per rit is er per theekopje plaats voor maximaal vijf personen. Wat uitkomt op 51 bezoekers per rit.
Om veiligheidsredenen mogen kinderen kleiner dan 120 cm alleen onder begeleiding van een volwassene van minimaal 18 jaar de attractie betreden.
Afbeeldingen · Lijst van attracties